# Мидленд (Техас)
Мидленд (англ. Midland) — город в США, расположенный в западной части штата Техас, административный центр одноимённого округа. По данным переписи за 2010 год число жителей составляло 111 147 человек, по оценке Бюро переписи США в 2018 году в городе проживало 142 344 человека.

## История

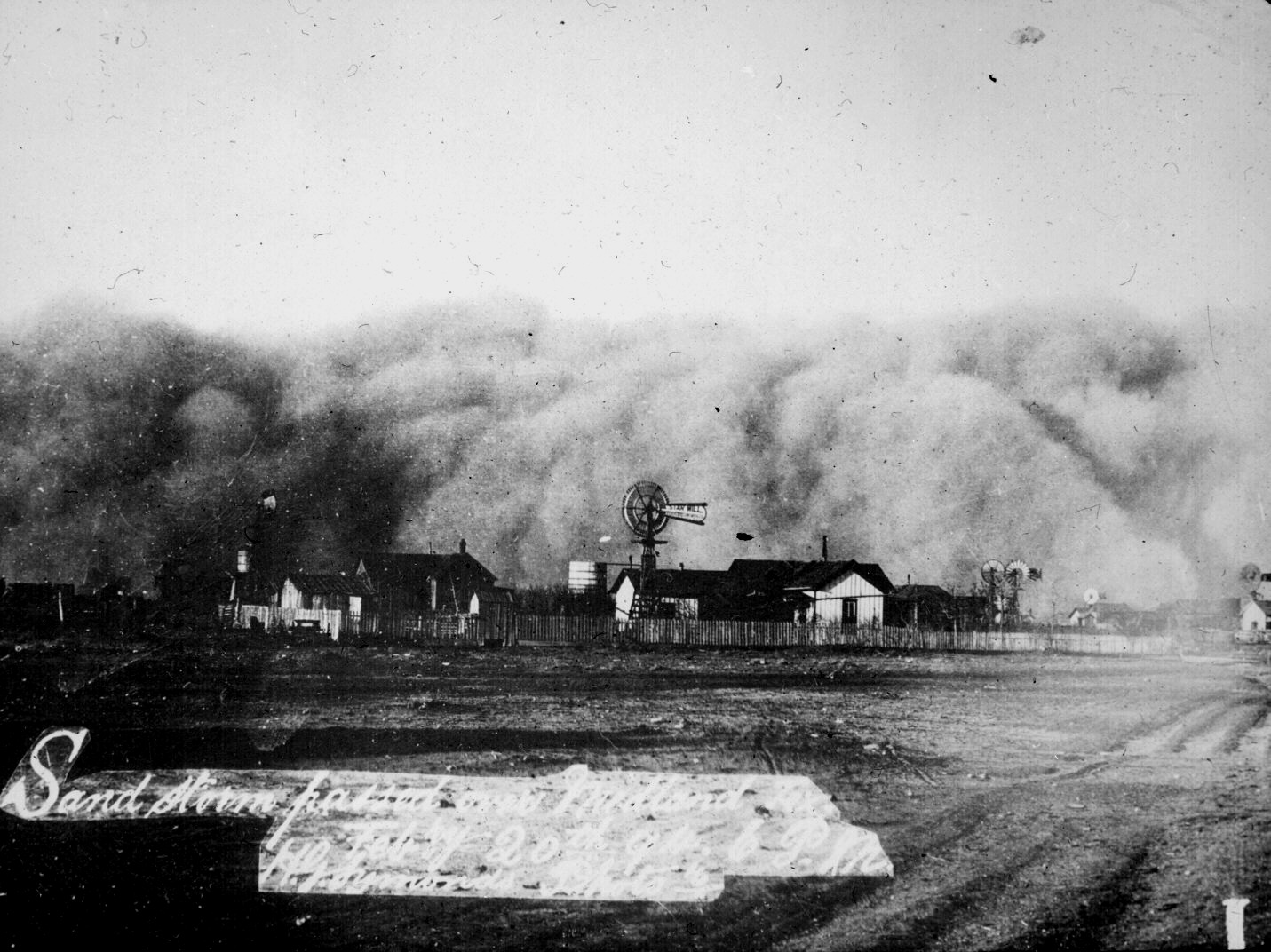
Песчаный шторм 1894 года

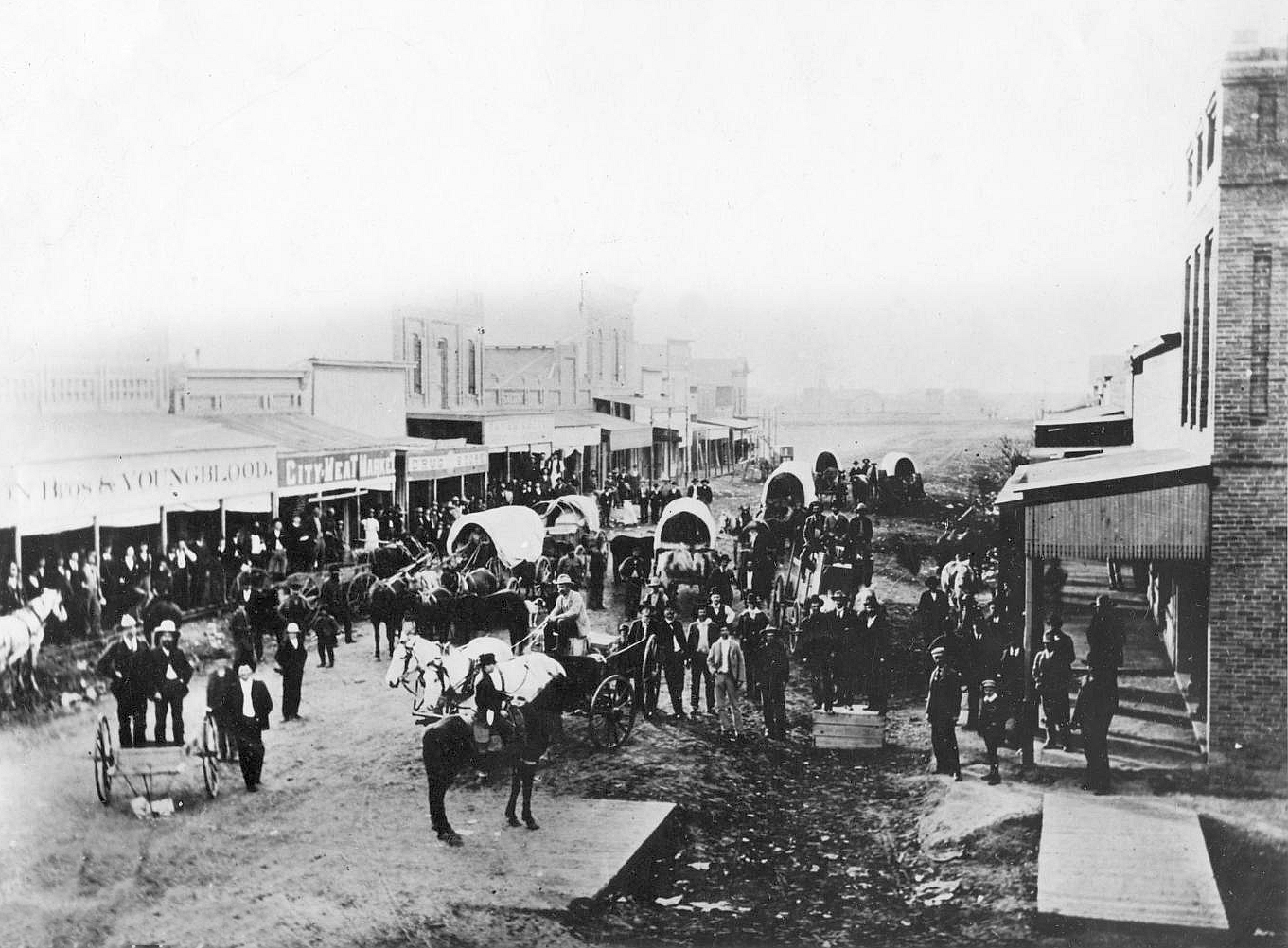
Главная улица Мидленда, 1894 год

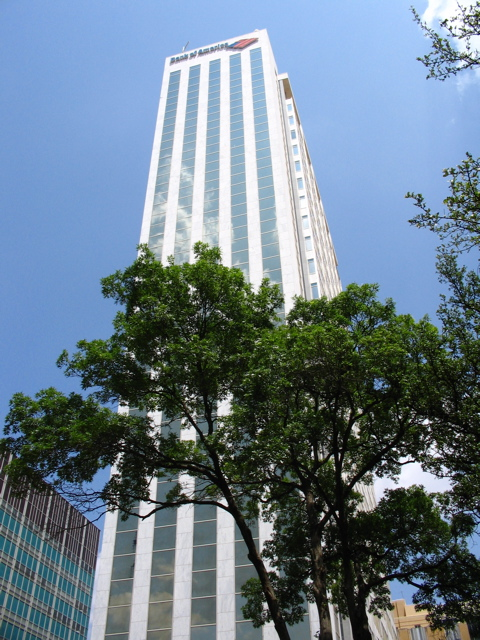
Самое высокое здание Мидленда, Bank of America

В июне 1881 года, железнодорожная компания Texas and Pacific Railway, строившая в ту пору железную дорогу между Далласом и Эль-Пасо, основала станцию Мидуэй, находившуюся посередине между этими городами. Первым поселенцем рядом со станцией стал Герман Гарретт, перегнавший из Калифорнии своё стадо овец в 1882 году. 4 января  1884 года, после того, как в регион переехало ещё несколько скотоводов, было открыто почтовое отделение. Из-за того, что поселение с названием Мидуэй уже существовало, город зарегистрировали под названием Мидленд. В марте 1885 года был образован округ Мидленд, город стал окружным центром. В январе 1886 года было построено здание окружного суда, а также были образованы отделения методистской и баптистской церквей, открыта первая школа. В 1890 году был открыт банк First National Bank of Midland, город стал региональным финансовым и транспортным центром. В начале XX века жители города добывали воду с помощью колодцев на мельничной тяге, практически в каждом дворе стояла мельница, из-за чего Мидленд получил прозвище «Мельничный город» (англ. Windmill Town). 16 июля 1906 года жители города приняли устав, началось формирование местных органов власти. В 1910 году после ряда крупных пожаров было создано отделение пожарной охраны, а также новая система водоснабжения. К 1914 году в Мидленде работало два банка, хлопкоочистительная машина, три деревообрабатывающих предприятия, баптистская, методистская, католическая и пресвитерианская церкви, а также оперный театр. В 1915 году в город пришла железная дорога Midland and Northwestern, соединившая Мидленд с Семинолом..
В начале 1920-х годов в регионе начался нефтяной бум. К 1929 году в Мидленде находились офисы 36 нефтяных компаний. В городе появился новый аэропорт и дорогие гостиницы. Однако вскоре, с началом Великой депрессии и открытия месторождений в Восточном Техасе, спрос на местную нефть сильно упал, многие нефтяные компании сокращали работников или закрывались. К 1932 году около трети жителей города остались без работы. Экономика региона начала восстанавливаться после того как железнодорожная комиссия Техаса начала регулировать добычу нефти, а федеральное правительство установило тарифы на импорт нефти из других стран. Во время Второй мировой войны спрос на нефть ещё больше увеличился. Помимо этого деньги приносила основанная неподалёку воздушная база армии США Midland Army Air Force Base, которая являлась одной из крупнейших в мире в то время. С 1942 по 1945 год на базе работала школа истребителей Army Air Force Bombardier School. После закрытия в 1946 году, на месте базы заработал аэропорт.
Нефтедобыча в регионе стремительно росла, к 1950 году в Мидленде было открыто офисы 215 компаний, связанных с нефтяным бизнесом. В 1950 году торговая палата города представила план по развитию экономики города Midland City Plan. В том же году открылся мемориальный госпиталь Мидленда (англ. Midland Memorial Hospital), в 1953 году начал работать мидлендский симфонический оркестр. В 1959 году были открыты библиотека и музей округа. В 1968 году в рамках борьбы с расовой сегрегацией были объединены школы для белых и чёрных детей. В 1969 году в заработал колледж Мидленда. В 1970-х колледж переехал в новое здание, были построены музей Пермского бассейна и планетарий Мариана Блейкмора. Нестабильность цен на нефть привела к закрытию ряда банков в городе. К концу 1980-х годов экономика города стала более диверсифицированной, в городе производились масла, химикаты, пластик, а также калькуляторы. Тем не менее нефть оставалась основным источников дохода. Как и прежде, Мидленд оставался центром снабжения и транспортировки товаров для фермеров и скотоводов.

## География
Мидленд находится в северной части округа, его координаты: 32°01′48″ с. ш. 102°06′35″ з. д..
Согласно данным бюро переписи США, площадь города составляет около 187,1 км2, из которых 186,7 км2 занято сушей, а 0,4 км2 — водная поверхность.

### Климат
Согласно классификации климатов Кёппена, в Мидленде преобладает семиаридный климат умеренных широт (BSk).
| Показатель                    | Янв.  | Фев.  | Март  | Апр. | Май  | Июнь | Июль | Авг. | Сен. | Окт.  | Нояб. | Дек.  | Год   |
| ----------------------------- | ----- | ----- | ----- | ---- | ---- | ---- | ---- | ---- | ---- | ----- | ----- | ----- | ----- |
| Абсолютный максимум, °C       | 32,2  | 35    | 37,2  | 37,8 | 43,3 | 46,7 | 43,3 | 45   | 42,8 | 38,3  | 33,9  | 36,1  | 46,7  |
| Средний суточный максимум, °C | 15,4  | 17,9  | 22,2  | 27,2 | 31   | 34,4 | 35,1 | 34,7 | 31,3 | 26,6  | 20,1  | 15,7  | 25,9  |
| Средняя температура, °C       | 6,9   | 9,4   | 13,4  | 18,4 | 22,7 | 26,7 | 27,7 | 27,2 | 23,7 | 18,4  | 11,9  | 7,7   | 17,8  |
| Средний суточный минимум, °C  | −1,4  | 0,7   | 4,4   | 9,6  | 14,4 | 18,9 | 20,2 | 19,6 | 16,1 | 10,2  | 3,6   | −0,4  | 9,7   |
| Абсолютный минимум, °C        | −24,4 | −23,3 | −13,9 | −5,6 | −2,2 | 4,4  | 9,4  | 8,3  | −1,1 | −16,1 | −12,2 | −18,9 | −24,4 |
| Норма осадков, мм             | 14    | 16    | 14    | 26   | 49   | 38   | 47   | 47   | 57   | 37    | 18    | 14    | 375   |
| Источник: weatherbase.com     |       |       |       |      |      |      |      |      |      |       |       |       |       |

## Население
Согласно переписи населения 2010 года в городе проживало 111 147 человек, было 41 887 домохозяйств и 28 953 семьи. Расовый состав города: 75,5 % — белые, 7,9 % — афроамериканцы, 0,7 % — коренные жители США, 1,4 % — азиаты, 0 % (45 человек) — жители Гавайев или Океании, 11,9 % — другие расы, 2,5 % — две и более расы. Число испаноязычных жителей любых рас составило 37,6 %.
Из 41 887 домохозяйств, в 37,5 % живут дети младше 18 лет. 50,8 % домохозяйств представляли собой совместно проживающие супружеские пары (22,5 % с детьми младше 18 лет), в 13,5 % домохозяйств женщины проживали без мужей, в 4,7 % домохозяйств мужчины проживали без жён, 30,9 % домохозяйств не являлись семьями. В 26 % домохозяйств проживал только один человек, 8,3 % составляли одинокие пожилые люди (старше 65 лет). Средний размер домохозяйства составлял 2,62 человека. Средний размер семьи — 3,18 человека.
Население города по возрастному диапазону распределилось следующим образом: 30,3 % — жители младше 20 лет, 28,1 % находятся в возрасте от 20 до 39, 30,3 % — от 40 до 64, 11,3 % — 65 лет и старше. Средний возраст составляет 33 года.
Согласно данным опросов пяти лет с 2013 по 2017 годы, медианный доход домохозяйства в Мидленд составляет 75 646 долларов США в год, медианный доход семьи — 88 875 долларов. Доход на душу населения в городе составляет 39 499 долларов. Около 6,8 % семей и 8,7 % населения находятся за чертой бедности. В том числе 11,4 % в возрасте до 18 лет и 9,6 % старше 65 лет.

## Местное управление

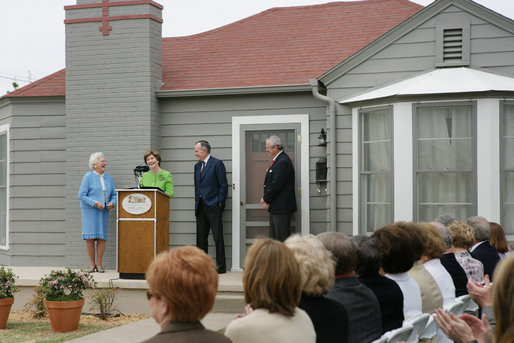
Барбара Буш, Лора Буш и Джордж Буш—младший на открытии дома-музея Бушей в 2006 году

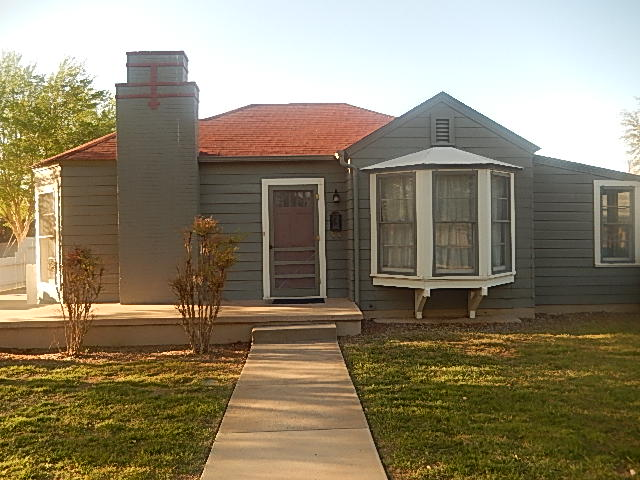
Дом, в котором провёл детство Буш—младший, 2014 год

Управление городом осуществляется мэром и городским советом, состоящим из 6 человек. Четверо членов городского совета избираются по округам, двое других, так же, как и мэр, всем городом. Один из членов совета выбирается заместителем мэра.
Другими важными должностями, на которые происходит наём сотрудников, являются:
- Сити-менеджер
  - Помощники сити-менеджера
- Городской юрист
- Городской секретарь
- Шеф полиции
- Шеф пожарной охраны
- Финансовый директор
- Директор административных служб
- Директор общественных служб
- Директор аэропортов
- Директор коммунальных служб
- Директор службы отходов
- Директор служб развития города
- Директор общих служб
- Директор инженерных служб
- Директор по коммуникациям и информационным услугам
- Председательствующий судья

## Инфраструктура и транспорт
Основными автомагистралями, проходящими через Мидленд, являются:
- межштатная автомагистраль I-20 идёт с северо-востока от Стантона на юго-запад к Одессе.
- автомагистраль 158 Техаса идёт с запада от Голдсмита на восток к Гарден-Сити.
- автомагистраль 191 Техаса начинается в Мидленде и идёт на юго-запад к Одессе.
- автомагистраль 349 Техаса идёт с севера от Ламисы на юг к Ранкину.

В городе располагается три аэропорта публичного пользования:
- Международный воздушно-космический порт Мидленда[англ.] располагает четырьмя взлётно-посадочными полосами длиной 2896, 2530, 1404 и 1294 метров соответственно[13]. Аэропорт находится на юго-западе города и выполняет коммерческие рейсы.
- Аэропорт Midland Airpark располагает двумя взлётно-посадочными полосами длиной 1698, 1212 метров соответственно[14]. Аэропорт находится на севере города.
- Аэропорт Скайуэст располагает двумя взлётно-посадочными полосами длиной 1524 и 853 метров соответственно[15]. Аэропорт находится на юге города и выполняет коммерческие рейсы.

## Образование
Город обслуживается независимым школьным округом Мидленд и независимым школьным округом Гринвуд. В Мидленде располагается большое число частных школ, в том числе: Hillcrest School, Hillander, Midland Classical Academy, Midland Christian School, Midland Montessori, St. Ann's School и Trinity School of Midland. Список чартерных школ включает в себя Richard Milburn Academy, Premier High School и Midland Academy Charter School.
В городе располагается колледж Мидленда. Колледж предлагает обучение по более чем 50 программам, принимая 6000 студентов каждый семестр. Основными направлениями обучения являются здравоохранение, информационные технологии и авиация. Техасский технологический университет предоставляет возможность получить степень магистра помощника терапевта на территории колледжа Мидленда.
Два раза в год в Мидлендском колледже проводятся лекции серии Davidson Distinguished Lectures Series. Лекции, которые проводят люди, известные своими научными, лидерскими или общественными достижениями, являются бесплатными для всех жителей города. Серия была основана в 1996 году, среди выступавших в Мидленде были такие люди как Кен Бёрнс, Ричард Лики, Сандра Дэй О’Коннор, Билл Най, Джон Апдайк и Нил Деграсс Тайсон. 

## Экономика
Согласно финансовому отчёту города за 2017-2018 финансовый год, Мидленд владел активами на $1112,46 млн, долговые обязательства города составляли $629,01 млн. Доходы города составили составили $281,27 млн, расходы города — $247,13 млн.
Основными работодателями в городе являются:
| Работодатель                       | Число работников |
| ---------------------------------- | ---------------- |
| Pioneer Natural Resources          | 3600             |
| Независимый школьный округ Мидленд | 2891             |
| Мемориальный госпиталь Мидленда    | 1855             |
| Endeavor Energy Resourses          | 1241             |
| Город Мидленд                      | 951              |
| Walmart                            | 796              |
| H-E-B                              | 770              |
| Колледж Мидленда                   | 727              |
| Округ Мидленд                      | 611              |
| Dawson Geo                         | 600              |

## Отдых и развлечения

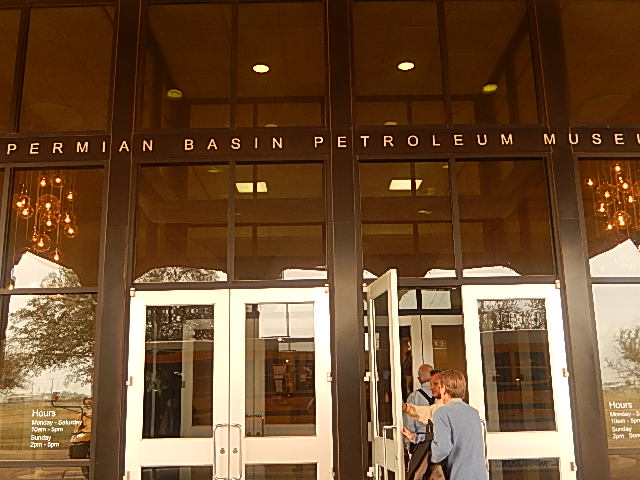
Permian Basin Petroleum Museum

В колледже Мидленда находится галерея искусств МакКормик. В Мидленде выступает симфонический оркестр и хорал Одессы и Мидленда, с 1946 года открыт общественный театр.
В Мидленде можно ознакомиться с историей и особенностями нефтяного промысла в музее Permian Basin Pertoleum Museum. В музее также находится коллекция гоночных автомобилей Джима Холла, известного гонщика и инженера, чьи изобретения по сей день используются в Формуле-1.
Также в городе располагается музей Юго-Запада, в котором представлены картины разных авторов. В том же историческом здании 1934 года находятся детский музей и планетарий Мартиана Блейкмора.
На обозрение публики в историческом музее округа Мидленд выставлена реплика «Мидлендского человека», женщины культуры Кловис. Найденному неподалёку от города в 1953 году скелету женщины более 11 000 лет.
Город является родным для жены 43-го президента США Джорджа Буша—младшего, Лоры Буш, а также здесь находится бывший дом президентов Бушей. Дом был превращён в музей в 2006 году

## Фотогалерея

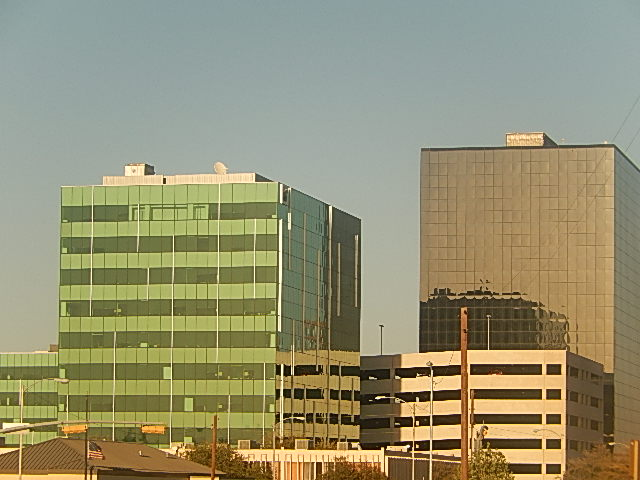
Центр Мидленда
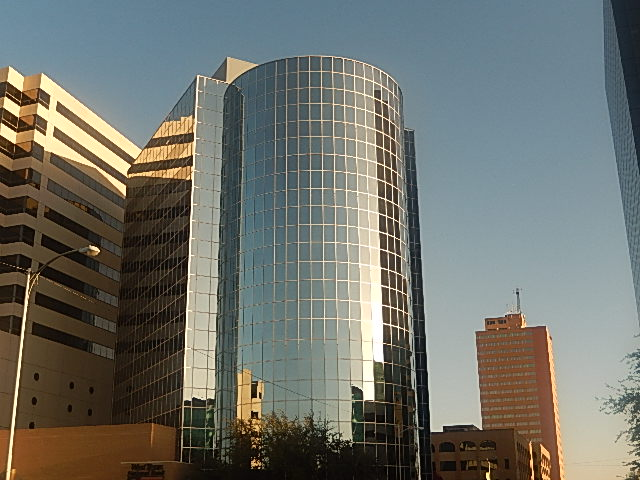
Высотки Summit и Wilco
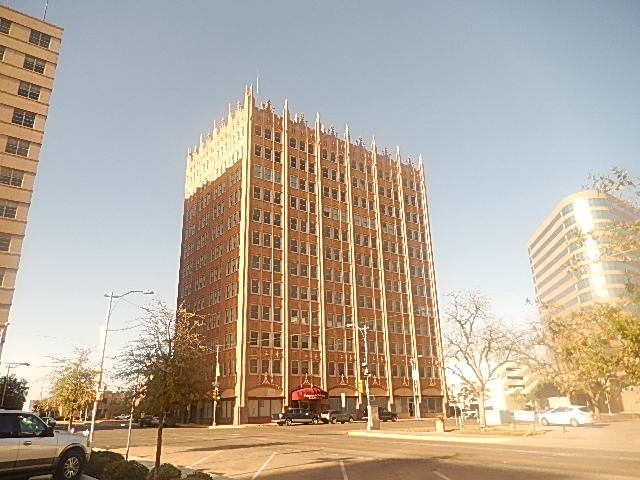
Здание Petroleum и башня Centennial справа
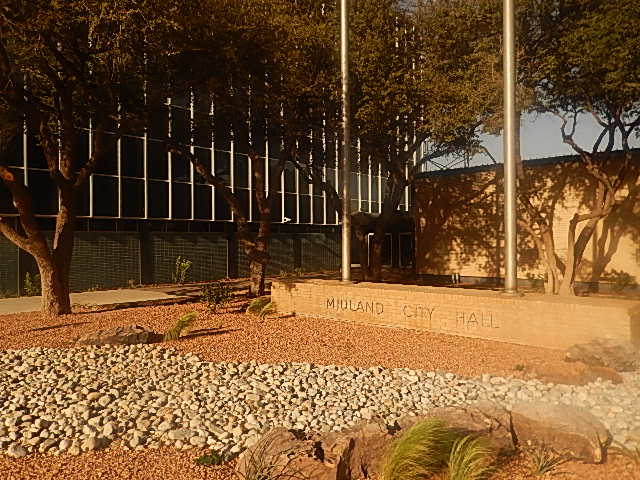
Городская ратуша
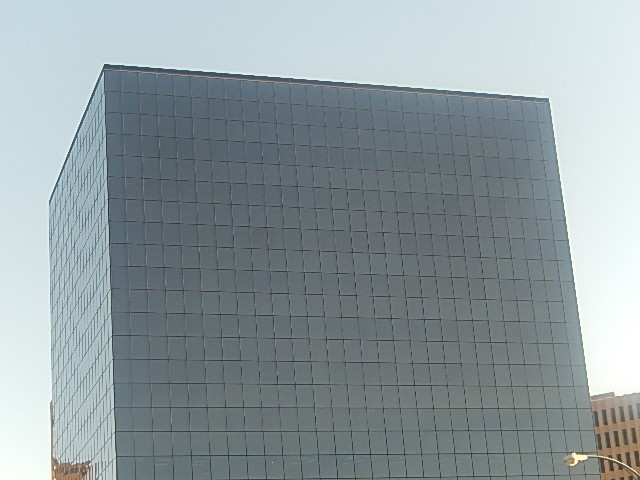
Здание Kinder Morgan
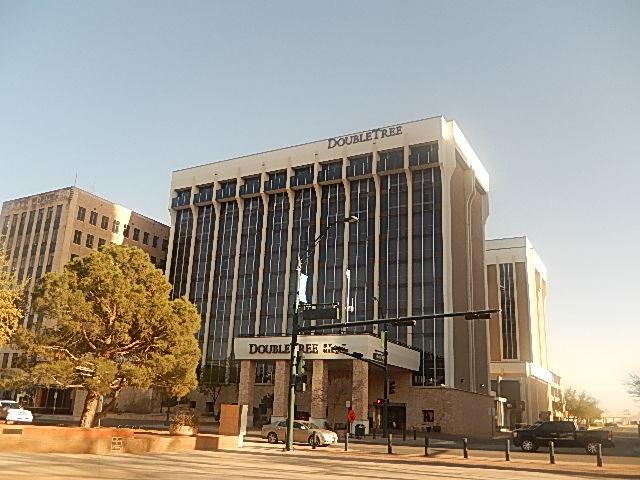
Гостиница Doubletree в центре города
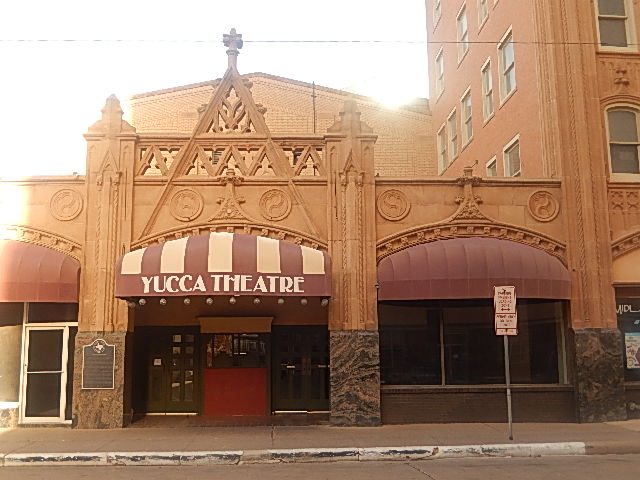
Театр Yucca Theater в здании Petroleum
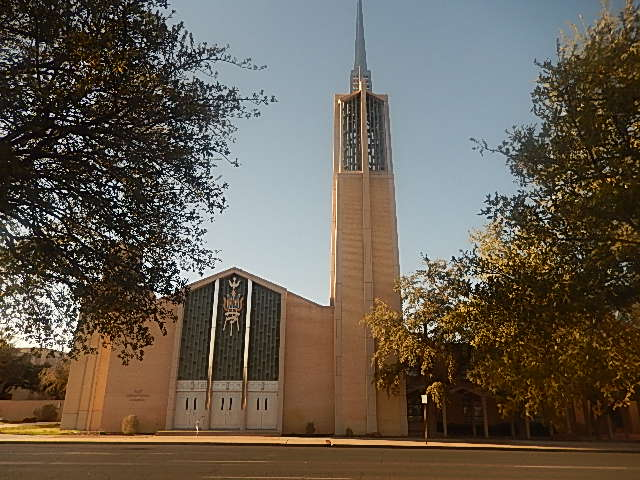
Первая пресвитерианская церковь
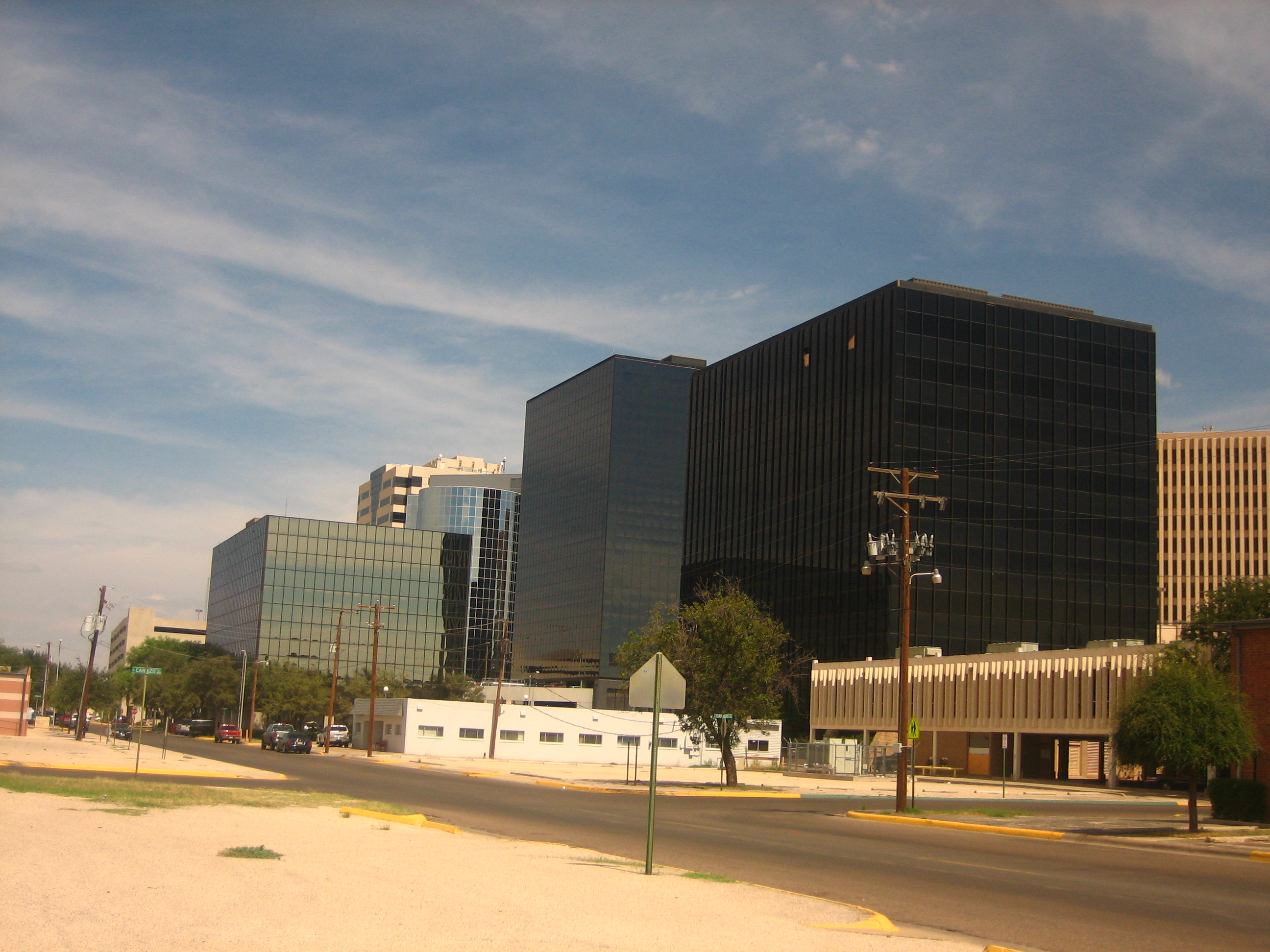
Центр города